# Club Atlético de Madrid 2006-2007
Questa voce raccoglie le informazioni riguardanti il Club Atlético de Madrid nelle competizioni ufficiali della stagione 2006-2007.

## Stagione
Nella stagione 2006-2007 i Colchoneros, allenati da Javier Aguirre, non vanno oltre il settimo posto in campionato. In Coppa del Re l'Atlético Madrid è eliminato agli ottavi di finale dall'Osasuna. Tra i risultati ottenuti è famigerato il 6-0 subito in casa dal Barcellona, che rappresenta la peggior sconfitta interna mai subita dai Rojiblancos in campionato.

## Maglie e sponsor
|  | Casa | Trasferta |

## Rosa

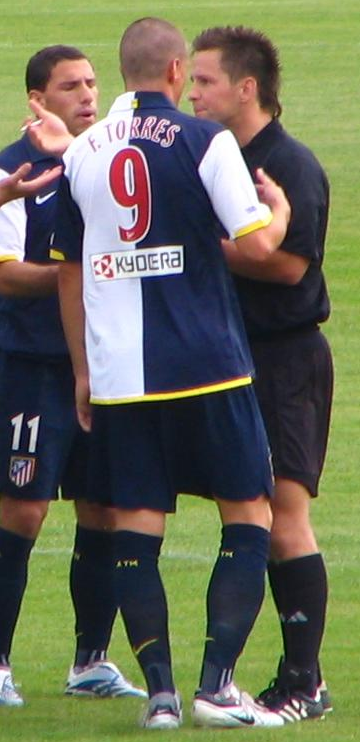
Fernando Torres e Maxi Rodríguez, con la seconda maglia

| N. |                      | Ruolo | Calciatore          |
| -- | -------------------- | ----- | ------------------- |
| 1  | Spagna (bandiera)    | P     | Pichu               |
| 2  | Grecia (bandiera)    | D     | Geōrgios Seïtaridīs |
| 3  | Spagna (bandiera)    | D     | Antonio López       |
| 4  | Spagna (bandiera)    | D     | Mariano Pernía      |
| 5  | Francia (bandiera)   | C     | Peter Luccin        |
| 7  | Argentina (bandiera) | C     | Luciano Galletti    |
| 8  | Spagna (bandiera)    | C     | Gabi                |
| 9  | Spagna (bandiera)    | A     | Fernando Torres     |
| 10 | Argentina (bandiera) | A     | Sergio Agüero       |
| 11 | Argentina (bandiera) | C     | Maxi Rodríguez      |
| 12 | Brasile (bandiera)   | D     | Fabiano Eller       |

| N. |                       | Ruolo | Calciatore           |
| -- | --------------------- | ----- | -------------------- |
| 13 | Spagna (bandiera)     | P     | Falcón               |
| 14 | Portogallo (bandiera) | D     | Zé Castro            |
| 15 | Spagna (bandiera)     | C     | José Manuel Jurado   |
| 17 | Bulgaria (bandiera)   | C     | Martin Petrov        |
| 18 | Spagna (bandiera)     | C     | Juan Valera Espín    |
| 19 | Spagna (bandiera)     | C     | Miguel de las Cuevas |
| 20 | Portogallo (bandiera) | C     | Maniche              |
| 21 | Colombia (bandiera)   | D     | Luis Perea           |
| 22 | Spagna (bandiera)     | D     | Pablo Ibáñez         |
| 23 | Spagna (bandiera)     | A     | Mista                |
| 25 | Argentina (bandiera)  | P     | Leo Franco           |

## Risultati

### Primera División

#### Girone di andata
| Arbitro: | Iturralde González |

|  |           |               |
|  | Marcatori | 12’ F. Torres |

| Arbitro: | Medina Cantalejo |

|  |           |          |
|  | Marcatori | 7’ Villa |

| Arbitro: | Pérez Burrull |

|                 |           |                                                    |
| J. Martínez 86’ | Marcatori | 18’ Maxi 37’ Petrov 64’ Agüero 90’ (rig.) Galletti |

| Arbitro: | González Vázquez |

|               |           |            |
| Maxi 85’, 89’ | Marcatori | 41’ Renato |

| Arbitro: | Undiano Mallenco |

|          |           |          |
| Raúl 37’ | Marcatori | 6’ Mista |

| Arbitro: | Pérez Lima |

|                                 |           |                        |
| F. Torres 71’ (rig.) Agüero 77’ | Marcatori | 63’ (rig.) J. Guerrero |

| Arbitro: | Pérez Lasa |

|               |           |  |
| Arizmendi 64’ | Marcatori |  |

| Arbitro: | Muñiz Fernández |

|  |           |           |
|  | Marcatori | 88’ Óscar |

| Palma di Maiorca 4 novembre 2006 9ª giornata | Maiorca          | 0 – 0 referto | Atlético Madrid | ONO Estadi (17 000 spett.)\| Arbitro: \| Delgado Ferreiro \| |
| Arbitro:                                     | Delgado Ferreiro |               |                 |                                                              |

| Arbitro: | Pérez Burrull |

|                                               |           |             |
| Zé Castro 37’ F. Torres 48’ (rig.) Agüero 64’ | Marcatori | 24’ Fuentes |

| Arbitro: | Clos Gómez |

|  |           |                                       |
|  | Marcatori | 34’ (rig.) F. Torres 68’, 75’ Maniche |

| Arbitro: | Teixeira Vitienes |

|                     |           |            |
| Ansotegi 77’ (aut.) | Marcatori | 24’ Uranga |

| Arbitro: | Álvarez Izquierdo |

|  |           |              |
|  | Marcatori | 32’ Galletti |

| Arbitro: | Ayza Gámez |

|               |           |                         |
| F. Torres 56’ | Marcatori | 8’ Tamudo 62’ L. García |

| Arbitro: | Fernández Borbalán |

|             |           |  |
| Maniche 24’ | Marcatori |  |

| Arbitro: | Medina Cantalejo |

|                |           |            |
| Ronaldinho 40’ | Marcatori | 60’ Agüero |

| Madrid 6 gennaio 2007 17ª giornata | Atlético Madrid  | 0 – 0 referto | Gimnàstic | Vicente Calderón (49 000 spett.)\| Arbitro: \| Delgado Ferreiro \| |
| Arbitro:                           | Delgado Ferreiro |               |           |                                                                    |

| Arbitro: | Turienzo Álvarez |

|          |           |                               |
| Nenê 70’ | Marcatori | 13’, 21’ F. Torres 53’ Agüero |

| Arbitro: | Lizondo Cortés |

|               |           |  |
| Zé Castro 84’ | Marcatori |  |

#### Girone di ritorno
| Arbitro: | Ramírez Domínguez |

|           |           |           |
| Pablo 76’ | Marcatori | 74’ Žigić |

| Arbitro: | Pérez Burrull |

|                              |           |           |
| Ayala 16’ Morientes 52’, 68’ | Marcatori | 56’ Mista |

| Arbitro: | Clos Gómez |

|            |           |  |
| Agüero 64’ | Marcatori |  |

| Arbitro: | Teixeira Vitienes |

|                                 |           |           |
| Kanouté 15’, 73’ Dani Alves 22’ | Marcatori | 82’ Pablo |

| Arbitro: | Daudén Ibáñez |

|               |           |             |
| F. Torres 12’ | Marcatori | 62’ Higuaín |

| Arbitro: | Ayza Gámez |

|                   |           |  |
| Sinama 10’ (rig.) | Marcatori |  |

| Arbitro: | Mejuto González |

|                       |           |  |
| Galletti 1’ Mista 85’ | Marcatori |  |

| Arbitro: | Ramírez Domínguez |

|            |           |  |
| Milito 20’ | Marcatori |  |

| Arbitro: | Pérez Lasa |

|               |           |            |
| F. Torres 16’ | Marcatori | 53’ Arango |

| Arbitro: | Muñiz Fernández |

|  |           |           |
|  | Marcatori | 33’ Eller |

| Arbitro: | Teixeira Vitienes |

|               |           |  |
| F. Torres 60’ | Marcatori |  |

| Arbitro: | Medina Cantalejo |

|                        |           |  |
| Kovačević 7’ Sávio 84’ | Marcatori |  |

| Madrid 28 aprile 2007 32ª giornata | Atlético Madrid    | 0 – 0 referto | Real Betis | Vicente Calderón (40 000 spett.)\| Arbitro: \| Rodríguez Santiago \| |
| Arbitro:                           | Rodríguez Santiago |               |            |                                                                      |

| Arbitro: | Fernández Borbalán |

|                      |           |            |
| Moha 9’ Pandiani 73’ | Marcatori | 90’ Petrov |

| Arbitro: | Lizondo Cortés |

|               |           |                                                   |
| del Moral 51’ | Marcatori | 2’, 64’ F. Torres 18’ Maniche 88’ (rig.) Galletti |

| Arbitro: | Muñiz Fernández |

|  |           |                                                                   |
|  | Marcatori | 31’, 80’ Messi 43’ Zambrotta 45’ Eto'o 58’ Ronaldinho 90’ Iniesta |

| Arbitro: | Pérez Lasa |

|  |           |                           |
|  | Marcatori | 11’, 54’ (rig.) F. Torres |

| Arbitro: | Pérez Burrull |

|               |           |                                 |
| Maxi 28’, 70’ | Marcatori | 31’ (rig.), 67’ Baiano 48’ Yago |

| Arbitro: | Medina Cantalejo |

|               |           |                             |
| Milošević 47’ | Marcatori | 38’ Maxi 51’ (aut.) Monreal |

### Coppa del Re
| Arbitro: | Ramírez Domínguez |

|  |           |          |
|  | Marcatori | 86’ Nino |

| Arbitro: | Mejuto González |

|                               |                      |                                       |
|                               | Marcatori            | 90’ Agüero                            |
| Álvaro Kapo Courtois Zé Maria | Tiri di rigore 2 – 4 | F. Torres Luccin Pernía Jurado Agüero |

| Arbitro: | Iturralde González |

|               |           |          |
| F. Torres 73’ | Marcatori | 37’ Webó |

| Arbitro: | Muñiz Fernández |

|                       |           |  |
| Puñal 16’, 27’ (rig.) | Marcatori |  |

## Statistiche

### Statistiche di squadra
| Competizione     | Punti | Totale | Totale | Totale | Totale | Totale | Totale | DR |
| Competizione     | Punti | G      | V      | N      | P      | Gf     | Gs     | DR |
| ---------------- | ----- | ------ | ------ | ------ | ------ | ------ | ------ | -- |
| Primera División | 60    | 38     | 16     | 10     | 12     | 46     | 40     | +6 |
| Coppa del Re     | -     | 4      | 1      | 1      | 2      | 2      | 4      | -2 |
| Totale           | 60    | 42     | 17     | 11     | 14     | 48     | 44     | +4 |